# Episodi di Monarca (seconda stagione)
La seconda stagione della serie televisiva Monarca, composta da 8 episodi, è stata interamente pubblicata su Netflix il 1º gennaio 2021.
| n° | Titolo originale               | Titolo in italiano         | Pubblicazione Messico | Pubblicazione Italia |
| -- | ------------------------------ | -------------------------- | --------------------- | -------------------- |
| 1  | Todos Tenemos Secretos         | Tutti abbiamo dei segreti  | 1º gennaio 2021       | 1º gennaio 2021      |
| 2  | Rebranding                     | Rebranding                 | 1º gennaio 2021       | 1º gennaio 2021      |
| 3  | Jugando con Fuego              | Giocando con il fuoco      | 1º gennaio 2021       | 1º gennaio 2021      |
| 4  | Ser or no ser                  | Essere o non essere        | 1º gennaio 2021       | 1º gennaio 2021      |
| 5  | Dos Casas                      | Due case                   | 1º gennaio 2021       | 1º gennaio 2021      |
| 6  | Expuestos                      | Rivelazioni                | 1º gennaio 2021       | 1º gennaio 2021      |
| 7  | Hasta que la Muerte nos Separe | Finché morte non ci separi | 1º gennaio 2021       | 1º gennaio 2021      |
| 8  | El Verdugo                     | Il carnefice               | 1º gennaio 2021       | 1º gennaio 2021      |